# BRIT Awards 2017
Die BRIT Awards 2017 wurden am 22. Februar 2017 in der Londoner O2 Arena verliehen. Moderatoren waren Dermot O’Leary und Emma Willis. Ursprünglich sollte Michael Bublé durch den Abend führen, doch da sein Sohn schwer an Krebs erkrankt war, trat er als Moderator zurück.
Erfolgreichste Künstler mit zwei gewonnenen Preisen waren David Bowie und Rag ’n’ Bone Man. Die meisten Nominierungen mit vier Stück hatte Anne-Marie.
Die Ausstrahlung auf ITV brachte 5,4 Millionen Zuschauer.

## Liveauftritte
Der kürzlich verstorbene britische Popstar George Michael wurde mit einem Tribut geehrt. Die Einführung dazu machte Andrew Ridgeley, sein ehemaliger Duo-Partner bei Wham!, zusammen mit Pepsi & Shirlie, die als Background-Sängerinnen das Duo unterstützten. Als Tribut trug Chris Martin von Coldplay den Song A Different Corner als Duett vor, wobei George Michaels Stimme  sowie Videoaufnahmen von ihm eingespielt wurden.

### Preshow
| Künstler                 | Lieder                            |
| ------------------------ | --------------------------------- |
| Craig David              | Nothing Like This Ain't Giving Up |
| Christine and the Queens | Tilted                            |
| Calum Scott              | Dancing on My Own                 |
| Rag ’n’ Bone Man         | Human                             |

### Hauptshow
| Künstler                    | Lied                                                    |
| --------------------------- | ------------------------------------------------------- |
| Little Mix                  | Shout Out to My Ex                                      |
| Bruno Mars                  | That’s What I Like                                      |
| Emeli Sandé                 | Hurts                                                   |
| The 1975                    | The Sound                                               |
| Chris Martin George Michael | A Different Corner                                      |
| Katy Perry Skip Marley      | Chained to the Rhythm                                   |
| Skepta                      | Shutdown                                                |
| The Chainsmokers Coldplay   | Something Just Like This                                |
| Ed Sheeran Stormzy          | Castle on the Hill Shape of You (Stormzy Remix)         |
| Robbie Williams             | The Heavy Entertainment Show Love My Life Mixed Signals |

## Gewinner und Nominierungen
Am 9. Dezember 2016 wurde bekannt gegeben, dass Rag ’n’ Bone Man den Critics’ Choice Award erhält. Er setzte sich gegen Anne-Marie und Dua Lipa durch. Die Nominierten der anderen Kategorien wurden am 14. Januar 2017 vorgestellt, die Preisverleihung folgte am 22. Februar.
| British Male Solo Artist (präsentiert von Zane Lowe) | British Female Solo Artist (präsentiert von David Tennant) |
| --- | --- |
| - David Bowie - Craig David - Kano - Michael Kiwanuka - Skepta | - Emeli Sandé - Anohni - Ellie Goulding - Lianne La Havas - Nao |
| British Breakthrough Act (präsentiert von Nick Grimshaw und Rita Ora) | British Group (präsentiert von Maisie Williams und Romesh Ranganathan) |
| - Rag ’n’ Bone Man - Anne-Marie - Blossoms - Skepta - Stormzy | - The 1975 - Bastille - Biffy Clyro - Little Mix - Radiohead |
| British Single of the Year (präsentiert von Fearne Cotton und Holly Willoughby) | British Album of the Year (präsentiert von Noel Gallagher) |
| - Little Mix – Shout Out to My Ex - Alan Walker – Faded - Calum Scott – Dancing on My Own - Calvin Harris featuring Rihanna – This Is What You Came For - Clean Bandit featuring Sean Paul & Anne-Marie – Rockabye - Coldplay – Hymn for the Weekend - James Arthur – Say You Won’t Let Go - Jonas Blue feat. Dakota – Fast Car - Tinie Tempah featuring Zara Larsson – Girls Like - Zayn – Pillowtalk | - David Bowie – Blackstar - The 1975 – I Like It When You Sleep, for You Are So Beautiful Yet So Unaware of It - Kano – Made in the Manor - Michael Kiwanuka – Love & Hate - Skepta – Konnichiwa |
| International Male Solo Artist (präsentiert von Alice Levine, Clara Amfo und Laura Jackson) | International Female Solo Artist (präsentiert von Alice Levine, Clara Amfo und Laura Jackson) |
| - Drake - Bon Iver - Bruno Mars - Leonard Cohen - The Weeknd | - Beyoncé - Christine and the Queens - Rihanna - Sia - Solange |
| International Group (präsentiert von Alice Levine, Clara Amfo und Laura Jackson) | British Artist Video (präsentiert von Simon Cowell und Nicole Scherzinger) |
| - A Tribe Called Quest - Drake & Future - Kings of Leon - Nick Cave and the Bad Seeds - Twenty One Pilots | - One Direction – History - Adele – Send My Love (To Your New Lover) - Clean Bandit featuring Sean Paul & Anne-Marie – Rockabye - Coldplay – Hymn for the Weekend - James Arthur – Say You Won’t Let Go - Jonas Blue feat. Dakota – Fast Car - Little Mix featuring Sean Paul – Hair - Tinie Tempah featuring Zara Larsson – Girls Like - Zayn – Pillowtalk |
| Critics’ Choice (präsentiert von Emeli Sandé) | BRITs Global Success (präsentiert von Timothy Peake) |
| - Rag ’n’ Bone Man - Anne-Marie - Dua Lipa | - Adele |